# رزیدنتس

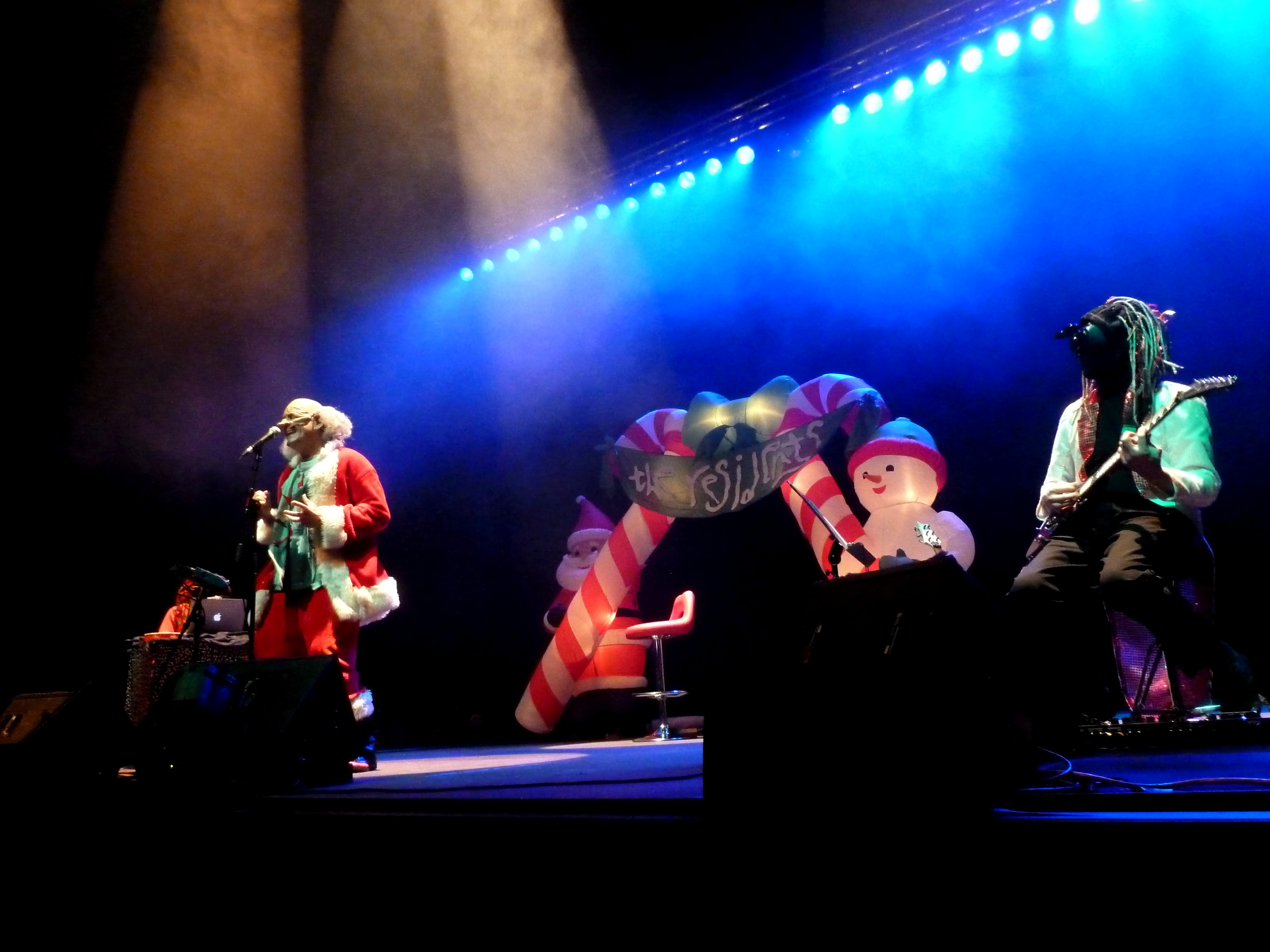

رزیدنتس (به انگلیسی: The Residents) یک گروه هنری آمریکایی است که از سال ۱۹۶۹ آغاز به فعالیت کرده و بیشتر با موسیقی آوانگارد و کارهای چندرسانه‌ای متفاوتش شناخته می‌شود.
هویت اعضای گروه علی‌رغم شایعات و کنجکاوی‌های فراوان تاکنون ناشناخته مانده‌است.

## دیسکوگرافی

### آلبوم‌ها
- دیدار با ساکنان—۱۹۷۴
- ñ رایش سوم 'رول—۱۹۷۶
- Fingerprince—۱۹۷۶
- اردک خنجر زدن / منفجر یاخوردکننده و دره تنگ—۱۹۷۸
- هنوز می‌کند—۱۹۷۸
- اسکیمو—۱۹۷۹
- آلبوم بازرگانی—۱۹۸۰
- علامت و مول—۱۹۸۱
- ملودیهای از دو شهر—۱۹۸۲
- تنفس: غیر اصلی موسیقی از ساکنان 'مول نمایش—۱۹۸۳
- عنوان در برزخ با Renaldo و قرص نان—۱۹۸۳
- جرج و جیمز—۱۹۸۴
- هر آنچه اتفاق افتاد، خست چربی؟ -- ۱۹۸۴
- حباب بزرگ: چهار قسمت از سهگانه مول—۱۹۸۵
- سرشماری یادداشت برداری—۱۹۸۵
- ستاره‌ها و هنک برای همیشه: آمریکایی آهنگسازان سری—۱۹۸۶
- خدا در سه نفر—۱۹۸۸
- کینگ و چشم—۱۹۸۹
- عجایب نمایش—۱۹۹۱
- ما بهترین گل—۱۹۹۲
- شیرینی زنجفیلی انسان—۱۹۹۴
- شکارچیان—۱۹۹۵
- یک روز بد—۱۹۹۶
- افسنتین: داستان عجیب از کتاب مقدس—۱۹۹۸
- Roadworms: نشست برلین—۲۰۰۰
- بد Flix—۲۰۰۱
- تنها رقص شیاطین—۲۰۰۲
- برادران وارنر: RMX—۲۰۰۳
- ۱۲ روز از Brumalia—۲۰۰۴
- من به قتل Mommy—۲۰۰۴
- دوستداران حیوانات—۲۰۰۵
- جنایت در ساحل رودخانه (قسمت‌ها ۱–۵) -- ۲۰۰۶
- Tweedles—۲۰۰۶
- شکارچیان شب—۲۰۰۷
- صدای نیمه شب—۲۰۰۷
- بوی من تصویر—۲۰۰۸
- پسر بانی—۲۰۰۸
- کارت پستال از Patmos—۲۰۰۸
- جهنم—۲۰۰۹
- UGHS! -- ۲۰۰۹

### تک‌آهنگ هاو EPها
- سانتا سگ—۱۹۷۲
- تأمین رضایت شما—۱۹۷۶
- شروع بازی در بیتلز ساکنان و ساکنان بازی بیتلز—۱۹۷۷
- سانتا سگ '۷۸–۱۹۷۸
- Babyfingers—۱۹۷۹
- Diskomo—۱۹۸۰
- مجرد بازرگانی—۱۹۸۰
- ایمنی Wootie شپش است—۱۹۸۴
- این انسان انسان انسان در جهان—۱۹۸۴
- Kaw - لیگ—۱۹۸۶
- زمین در مقابل Saucers پرواز—۱۹۸۶
- آن مرد مرد جهانی انسان (استرالیا) -- ۱۹۸۶
- آمار جک جاده—۱۹۸۷
- برای Elsie—۱۹۸۷
- Snakey ویک—۱۹۸۷
- گاو چران بلوز—۱۹۸۸
- سانتا سگ ۸۸–۱۹۸۸
- دوگانه عکاسی—۱۹۸۸
- مقدس بوسه گوشت—۱۹۸۸
- از دشت به مکزیک—۱۹۸۹
- آیا بیرحمانه نیست—۱۹۸۹
- Blowoff—۱۹۹۲
- سانتا سگ '۹۲–۱۹۹۲
- سرآغاز "Teds"—۱۹۹۳
- انگشت شست کریستی—۱۹۹۷
- من از آن متنفرم بهشت—۱۹۹۸
- در بین فریاد می‌زند—۱۹۹۹
- اسب‌های بالا—۲۰۰۱
- ویتس آدمشنی—۲۰۰۷

### گرد آوری‌ها
- ساکنان رادیوهای ویژه—۱۹۷۹
- لطفاً از آن هنوز Steal! -- ۱۹۷۹
- Nibbles—۱۹۷۹
- مانده از ساکنان—۱۹۸۴
- قبل از اینکه رالف '۸۴:: : دوره ۱، دستیاران—۱۹۸۴
- همه فن حریف اسرار—۱۹۸۴
- بازدید کنندگان امید—۱۹۸۵
- پال تلویزیون LP—۱۹۸۵
- بهشت؟ -- ۱۹۸۶
- هل! -- ۱۹۸۶
- خدا در سه شخص —۱۹۸۸
- بیگانه نسبت به شام—۱۹۹۰
- موسیقی کبد—۱۹۹۰
- افکار پوچ ب کبد—۱۹۹۱
- پور Kaw درد لیگ 's-- ۱۹۹۴
- لیک لوئیزیانا 's-- ۱۹۹۵
- ما خسته، ضعیف ما، توده‌هایی Huddled ما—۱۹۹۷
- مانده Deux—۱۹۹۸
- ۲۵ سال تخم چشم تعالی—۱۹۹۸
- سرزمین ناشناخته—۱۹۹۹
- رد—۱۹۹۹
- نقطه Com—۲۰۰۰
- Diskomo ۲۰۰۰–۲، ۰۰۰
- روزولت ۲٫۰ -- ۲۰۰۰
- Petting باغ وحش—۲۰۰۲
- خوردن Exuding Oinks—۲۰۰۲
- بالا سمت چپ Unspoken... جلد. ۱ -- ۲۰۰۶
- بالا سمت چپ Unspoken... جلد. ۲ -- ۲۰۰۶
- بالا سمت چپ Unspoken... جلد. ۳ -- ۲۰۰۷
- ده Piggies کوچولو—۲۰۰۹

### آلبوم‌های زنده
- مول نمایش زنده در Roxy—۱۹۸۳
- 13th سالگرد یافتن کنسرت در ایالات متحده آمریکا—۱۹۸۶
- یافتن سالگرد ۱۳th—زندگی در ژاپن—۱۹۸۶
- یافتن سالگرد سیزدهم—۱۹۸۷
- مول نمایش زنده در هلند—۱۹۸۷
- مکعب ه: کنسرت در هلند—۱۹۹۰
- زنده در فیلمور—۱۹۹۸
- افسنتین زنده—۱۹۹۹
- Kettles ماهی در حومه شهر—۲۰۰۲
- راه ما آنجا خواهیم بود (زندگی می‌کنند سی دی / دی وی دی) -- ۲۰۰۵
- پست مکعب جعبه تنظیم—۲۰۰۶

### پروژه‌های چند رسانه‌ای
- خست چربی‌ها (فیلم پروژه ناتمام) -- ۱۹۷۲–۱۹۷۶
- عجایب نمایش (سی دی رام) -- ۱۹۹۱
- شیرینی زنجفیلی مرد (سی دی) -- ۱۹۹۴
- روز بد در میدوی (سی دی) -- ۱۹۹۵
- بد Flix (دی وی دی) -- ۲۰۰۱
- اسکیمو (دی وی دی) -- ۲۰۰۲
- Disfigured شب دی وی دی (دی وی دی) -- ۲۰۰۲
- شیاطین تنها رقص (دی وی دی) -- ۲۰۰۳
- بازرگانی آلبوم دی وی دی—۲۰۰۴
- افسنتین دی وی دی—۲۰۰۵
- راه ما آنجا خواهیم بود سی دی / دی وی دی—۲۰۰۵
- در ساحل رودخانه جنایت—یدلایمخیرات ۲۰۰۶ ژوئن
- Timmy—یدلایمخیرات ۲۰۰۶ اوت
- پسر بانی—یدلایمخیرات ۲۰۰۸ اوت
- خارج شده‌است هر شخصی وجود دارد؟ دی وی دی—۲۰۰۹